# Леманг
Лема́нг (індонез. і малай. lemang) — національна страва країн Південно-Східної Азії, зокрема, Індонезії, Малайзії, Брунею та Сінгапуру. Являє собою рис, зварений в кокосовому молоці в порожнистих стовбурах бамбука на відкритому вогні. У багатьох народностей є важливою святковою та ритуальною стравою.

## Походження та поширення
Леманг історично є одним з основних способів приготування рису, прийнятих у народів Малайського півострова, а також західної і центральної частини Малайського архіпелагу. Спочатку особливого поширення він набув серед семангів, сеноїв, даяків, мінангкабау, батаків, мінахасців, у яких і в наш час відноситься до числа найважливіших національних страв. Разом з тим, в результаті активного розселення цих народів у XIX–XX століттях за межі місць історичного проживання, практика виготовлення лемангу була перейнята у багатьох інших регіонах Індонезії та Малайзії, а також в Сінгапурі та Брунеї. Назва «леманг» при цьому збереглася і є загальною для всіх цих країн  .

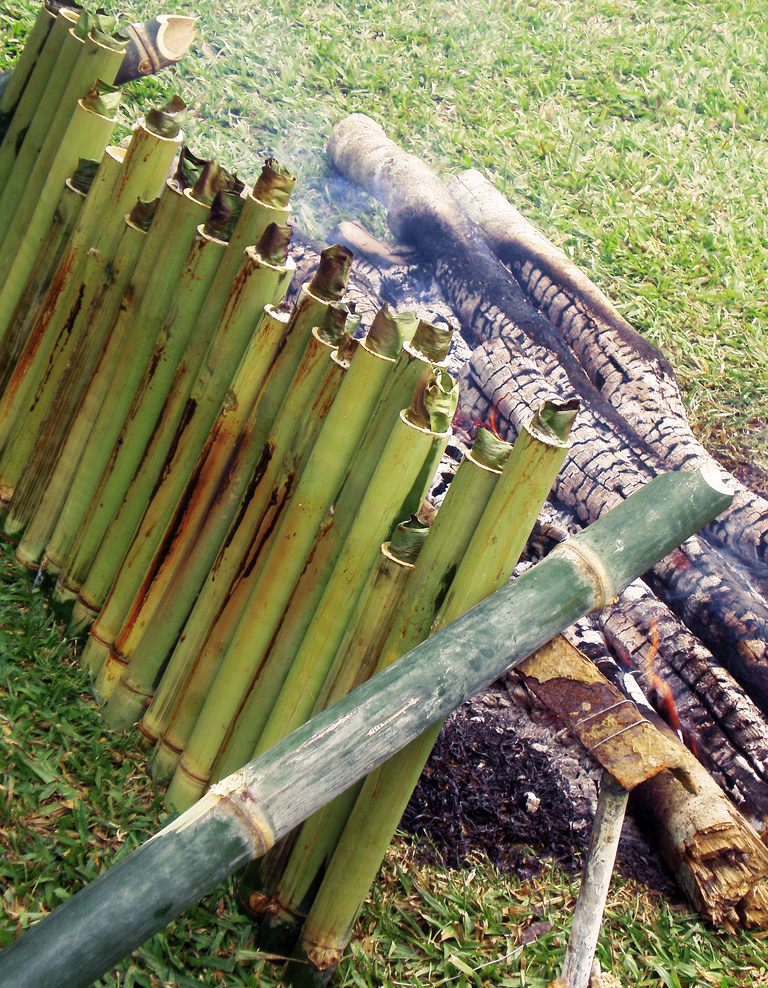
Приготування лемангу в передмісті Куала-Лумпур.

При цьому, якщо в Малайзії леманг отримав практично рівномірне поширення на всій території країни, то в Індонезії він популярний насамперед на Суматрі, Калімантані та півночі Сулавесі . Прізвисько «місто лемангу» (індонез. kota lemang) або «столиця лемангу» (індонез. ibu-kota lemang) міцно закріпилося за Тебінгтінгі, яке розташоване в провінції Північна Суматра. Там леманг є головним місцевим кулінарним спеціалітетом і незмінним атрибутом будь-яких святкових заходів. Так, 1 липня 2013 року в ході спеціальної благодійної акції, приуроченої до 96-річчя заснування міста, був приготований леманг 96 різних смаків — цей результат був зафіксований в якості «світового рекорду, поставленого в Індонезії». Велику роль леманг відіграє і в повсякденному раціоні містян: наприклад, лише одна з численних забігайлівок міста, що спеціалізуються на цій страві, продає щодня понад 700 бамбукових стовбурів, набитих рисом.

## Приготування та різновиди
Для приготування лемангу використовують обрізки зрілих стовбурів бамбука діаметром не менше 7-8 см і довжиною не менше півметра. Порожні обрізки вистилають зсередини молодим листям банану чи, рідше, інших рослин, щоб уникнути прилипання рису до внутрішньої сторони стебла. Задля більшої еластичності листки зазвичай ошпарюють окропом або парою .
Рис, переважно клейких сортів, замочують принаймні півгодини, потім набивають всередину бамбукових колінець. Туди ж заливають підсолене кокосове молоко, яке нерідко попередньо кип'ятять з дрібно нашаткованою цибулею, різними спеціями або прянощами. Наповнені бамбукові стовбури закривають затичками зі згорнутого листя і встановлюють в похилому положенні навколо багаття або у вогнищеі та просмажують протягом тривалого часу — близько чотирьох-п'яти годин. За цей час стовбури кілька разів обертають навколо осі. Після смаження витягнуті з вогню бамбукові стовбури остуджують. У закритому вигляді леманг може зберігатися кілька днів. Для вилучення готового продукту бамбукові стовбури розщеплюють за допомогою ножа чи сокири  .
Витягнутий з бамбуковою оболонки леманг являє собою рівний щільний циліндричний брикет рису, обгорнутий банановим листям. Зовнішній шар рису зазвичай набуває світло-зеленого або жовтуватого відтінку, а також специфічний аромат за рахунок тривалого контакту з банановим листям під час термічної обробки  .

## Подача та вживання

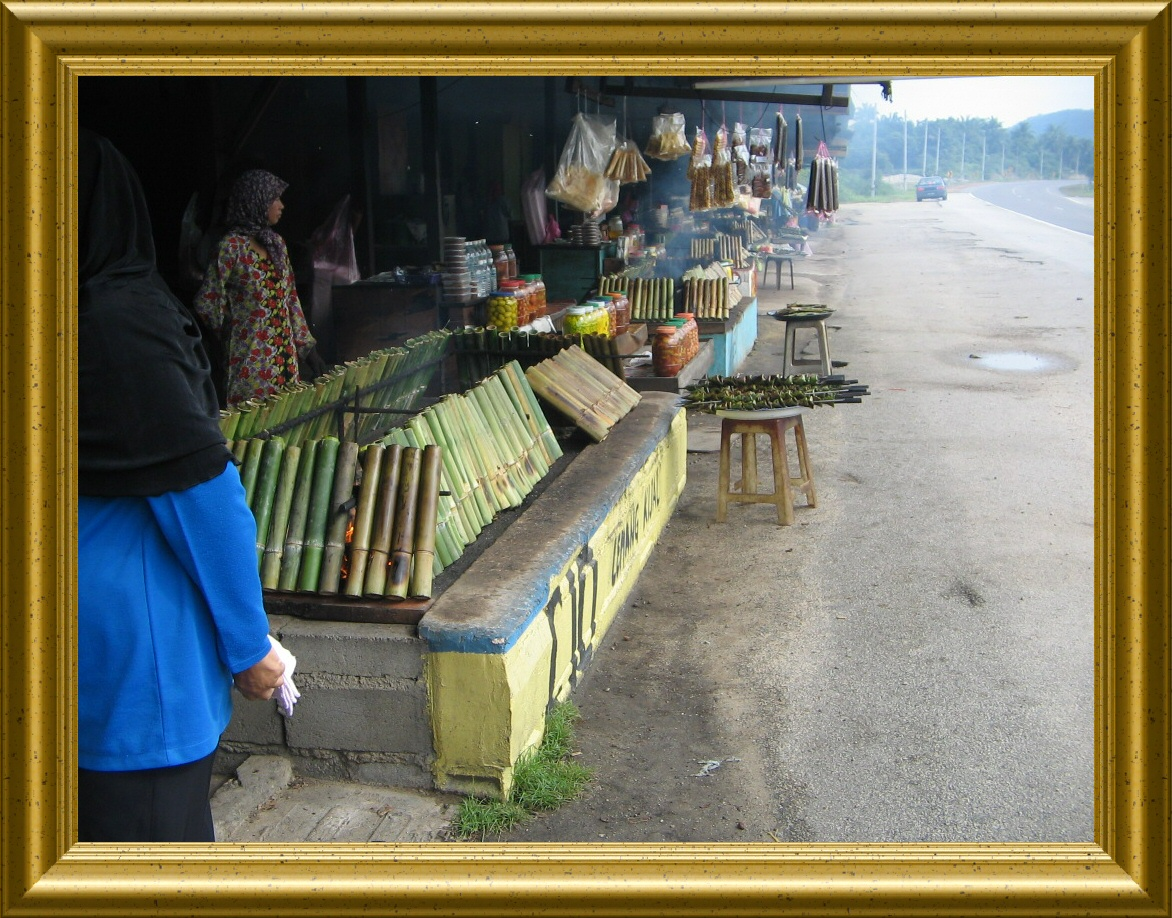
Продаж лемангу біля дороги в малайзійському штаті Тренгану.

У регіонах свого початкового поширення леманг є традиційною «похідно-польовою» стравою, яку готують селяни, мисливці або лісоруби, перебуваючи на відстані від постійного житла. Крім того, леманг нерідко використовують як дорожній їстівний припас, завдяки тому, що бамбукова і листяна оболонки забезпечують досить тривале збереження готового рису, а тверда форма продукту полегшує його транспортування .
Разом з тим, майже повсюдно леманг грає роль святкової страви, а його приготування перетворилося в дозвілля — схоже з тим, яке представляє в американській кулінарній та громадській культурі барбекю. У даяків він є невід'ємним атрибутом свята «Гавай» (Gawai Dayak), що знаменує завершення жнив і відзначається в сучасній Малайзії на офіційному рівні. Крім того, у багатьох місцевостях Індонезії та Малайзії леманг став одним з основних страв трапези, приуроченої до мусульманського свята Ураза-байрам, іменованого в регіоні «Ідуль-Фітр», «Айділфітрі»(індонез. Idul Fitri, малай. Aidilfitri), а також подається до столу в ході різних сімейних та громадських урочистостей .
У багатьох районах Індонезії та Малайзії леманг часто продається в нерозкритому вигляді на традиційних базарах, а також вуличними рознощиками. Від бамбукових контейнерів і листяної оболонки він зазвичай очищається безпосередньо перед вживанням. До столу він подається, як правило, порізаний на скибки товщиною 2-4 см і часто слугує гарніром до різних страв з м'яса, курятини або овочів .